# تصفيات كأس العالم 1958
شارك ما مجموعه 55 فريقًا في التصفيات المؤهلة لكأس العالم 1958، حيث تنافسوا على إجمالي 16 مركزًا في البطولة النهائية، تأهلت السويد، بصفتها الدولة المضيفة، وألمانيا الغربية، حاملة اللقب، تلقائيًا، تاركة 14 مركزًا مفتوحًا للمنافسة.